# Niš
Niš (Ниш) er en by i Serbien ved floden Nišava. Byen har ca. 183.164 (2011) indbyggere.
Byen eksisterede allerede under Romerriget under navnet Naissus. Her blev den romerske kejser Konstantin den Store, som grundlagde Konstantinopel (det nuværende Istanbul) som sin nye residens, født.
Navnet Niš er et af de ældste bynavne på Balkan. Navnet nævnes flere gange i den nyere og ældre historie. Alle de navne, som byen har været benævnt med, ligger meget tæt op ad hinanden: Nizza, Niš, Naissos, Naissus. Det nuværende navn Niš stammer fra det latinske navn Naissus.
Byen Niš er den tredjestørste by i Serbien, efter Beograd og Novi Sad.